# Max van den Corput
Max van den Corput (Elsene, 24 september 1825 - Atlanta, 16 januari 1911) was een Belgisch-Amerikaans architect.

## Biografie

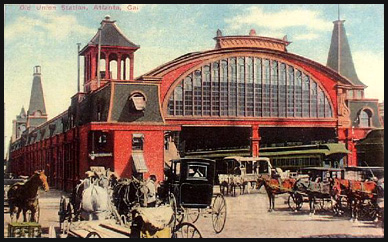
Het Union Station van Atlanta uit 1871.

Corput was een Belgische Amerikaan, een van een groep Belgen die emigreerden naar de omgeving van Rome in de staat Georgia na de inlijving van België in het Verenigd Koninkrijk der Nederlanden, een situatie waarmee veel van de Belgische elite ontevreden was. Blanke Amerikanen hadden net het territorium Noordwest-Georgia van het Cherokee-volk overgenomen. Corput ging in het dorp Cave Spring wonen.
Tijdens de Amerikaanse Burgeroorlog was Van den Corput kapitein in de landmacht van de Geconfedereerde Staten van Amerika en stuurde de vierknonse militaire batterij "Cherokee Artillery" van Floyd County in de Slag om Resaca.
Hij was de architect van het centrale spoorwegstation van Atlanta, bekend als Union Depot. Het station werd gebouwd in 1871 in de Second Empirestijl, vernoemd naar het Tweede Franse Keizerrijk. Hij was ook architect van het Georgia Railroad Freight Depot (1869), het oudste gebouw in het centrum van Atlanta. Daarnaast was Van den Corput ook architect van de tweede gerechtsgebouw van Clayton County in Jonesboro, dat het eerste gerechtsgebouw verving dat in de Burgeroorlog was verwoest.
Van den Corput stierf op 16 januari 1911 in Atlanta en werd in Atlantas bekendste begraafplaats Oakland Cemetery begraven.
Referenties aan Van den Corput betreffende de Amerikaanse Burgeroorlog bevatten "Van Den" in zijn naam. Latere referenties inclusief een belangrijke in de krant Atlanta Constitution laten "Van Den" weg, en noemen hem simpelweg "Max Corput".